# Tom Hill (judoka)
Thomas Patrick "Tom" Hill (ur. 28 października 1974) – australijski judoka. Olimpijczyk z Sydney 2000, gdzie odpadł w eliminacjach w wadze lekkiej.
Uczestnik mistrzostw świata w 2001. Startował w Pucharze Świata w 1999, 2000 i 2001. Złoty medalista igrzysk Wspólnoty Narodów w 2002. Zdobył siedem medali na mistrzostwach Oceanii w latach 1994–2008. Mistrz Australii w latach 1993, 1995, 1996, 1998, 2000–2002, 2006 i 2007 roku.
Jego siostry Jenny Hill i Narelle Hill, także były judoczkami, olimpijkami z Atlanty 1996 i Sydney 2000.

## Letnie Igrzyska Olimpijskie 2000
| Konkurencja | Eliminacje             | Klas. końcowa |
| Konkurencja | Przeciwnik I           | Miejsce       |
| ----------- | ---------------------- | ------------- |
| 73 kg       | Germán Velasco (PER) P | 1 runda.      |